# 싱윈
싱윈(중국어: 星雲, Xingyun, Nebulae, 성운)은 중화인민공화국 광둥성 선전시에 있는 국가슈퍼컴퓨팅센터에 위치한 페타스케일 슈퍼컴퓨터이다. 다우닝(Sugon) TC3600 블레이드 시스템에 인텔 제온 X5650 프로세서와 엔비디아 테슬라 C2050 GPU로 구축되었으며, LINPACK 벤치마크 스위트를 사용하여 1.271 페타플롭스의 최고 성능을 발휘한다. 싱윈은 TOP500에 따르면 2010년 6월 가장 빠른 슈퍼컴퓨터 목록에서 세계에서 두 번째로 강력한 컴퓨터로 선정되었다. 싱윈은 이론상 최고 성능이 2.9843 페타플롭스이다. 이 컴퓨터는 고급 처리 능력이 필요한 다양한 응용 분야에 사용된다. 2012년 6월 top500.org 목록에서 10위를 차지했다.

## 같이 보기
- 컴퓨터 과학
- 컴퓨팅
- 중국의 슈퍼컴퓨터 센터
- TOP500

## 추가 문헌
- "National Supercomputing Center starts construction in Shenzhen", People's Daily, November 17, 2009
- Fildes, Jonathan, "China aims to become supercomputer superpower", BBC News, 31 May 2010